# 우제창
우제창(禹濟昌, 1963년 4월 25일, 용인 ~ )은 대한민국의 경제학자이자 제17·18대 국회의원을 역임한 정치인이다.

## 생애
일본 동경대학과 중화인민공화국 상해사회과학원, 중화민국 중앙연구소의 객원연구원으로 활동했고 민주당 소속으로 17대·18대 국회의원을 역임했다.

## 학력
- 송전국민학교(5년 전학)
- 서울재동국민학교(1976년)
- 중동중학교(1979년)
- 중동고등학교(1982년)
- 서울대학교 경제학과 졸업(1986년)
- 영국 런던 정경대학교 대학원 경제학 석사(1989년)
- 영국 옥스퍼드 대학교 대학원 중국경제학 박사(2000년)

## 경력
- 1992년 10월 ~ 1995년 6월 씨티은행 및 몬트리올은행 서울지점 기업금융팀
- 2000년 4월 ~ 2001년 3월 일본 동경대학 동양문화연구소 객원연구원
- 2001년 3월 ~ 2001년 9월 중화인민공화국 상해사회과학원 객원연구원
- 2001년 10월 ~ 2002년 2월 중화민국 중앙연구원 객원연구원
- 2002년 3월 연세대학교 국제학대학원 교수
- 2004년 5월 ~ 2008년 5월 제17대 열린우리당 국회의원(경기 용인갑, 기흥구 일부, 처인구 전체)
- 국회 재정경제의원회 위원
- 열린우리당 제3정책조정위원장
- 열린우리당 정동영, 신기남 당의장 경제특보
- 국회 규제개혁위원회 위원
- 열린우리당 국제협력위원회 부위원장
- 한일 의원연맹 회원
- 2008년 5월 ~ 2012년 5월 제18대 민주당 국회의원(경기 용인시 처인구)
- 국회 지식경제위원회 위원
- 국회 기후변화대책특별위원회 위원
- 국회 예산결산특별위원회 민주당 간사
- 민주당 정책위부의장
- 국회 지식경제위원회 예산결산소위원회 위원장
- 국회 운영위원회 위원
- 민주당 원내대변인
- 18대 후반기 국회 정무위원회 위원 겸 민주당 간사
- 민주당 정세균 당대표 특보
- 2012년 4월 제19대 국회의원(경기 용인시 갑) 출마, 낙선

## 상훈
- 일한문화교류기금 연구기금 수상(2001년)
- 국정감사 6년 연속 우수의원 선정(국정감사NGO모니터단 선정)
- 입법발의 우수의원 선정(경실련)
- 2008년도 국정감사 우수의원 선정(경실련)
- 2009년도 의정대상

## 사건
2010년 대한민국 제5회 지방 선거 당시 시의원 공천을 주는 대가로 용인시의원 출마 예정자였던 김모씨,이모씨에게 각각 8천만원,1억원을 받은 혐의와 선거 당시 지역구민들에게 1천3백만원 상당의 금품과 상품권 등을 살포한 혐의,선거운동원들에게 불법선거경비 2천8백만원을 지급한 혐의와 국회의원 재직시절에 금융업계 관계자에게 각종 부대비용 3천800여만원을 대납시킨 혐의로 6월 11일 구속되었다. 그 뒤 2012년 10월 22일, 징역 7년이 구형되었으나, 1심 재판부는 우제창 前의원에게 징역 2년을 선고하였고, 이후 2013년 5월 23일 항소심에선 1심에서 유죄로 인정한 공천헌금 1억8천만원 수수혐의와 선거 구민에게 약 2천만원 상당의 금품을 살포한 혐의는 무죄로 판단하여 원심 판결을 파기하고 징역 1년을 선고하였다.

## 역대 선거 결과
|  | 46.49% |

|  | 39.08% |

|  | 47.50% |

|  | 2.73% |

## 같이 보기
- 용인시 갑 (2000년 선거구)
- 용인시 처인구 (선거구)
- 용인시의 국회의원
- 용인시 처인구의 국회의원